# Pierre Schoeller
Pierre Schoeller [pjɛʁ ʃølœʁ] es un realizador y guionista francés, nacido en 1961 a París. Conocido por su película Un peuple et son roi, de 2018.
Es el hermano del compositor Philippe Schoeller.

## Filmografía

### Guion
Televisión
- 1991 : Les Carnassiers
- 1998 : De père en fils
- 2001 : À bicyclette
- 2005 : Carmen
- 2013 : Les Anonymes - Ùn' pienghjite micca

Cine
- 1989 : Un amour de trop de Franck Landron
- 1992 : Deux amis, prélude
- 2001 : L'Afrance d'Alain Gomis
- 2003 : Quand tu descendras du ciel d'Éric Guirado
- 2006 : De particulier à particulier de Brice Cauvin
- 2008 : Versailles
- 2011 : L'Exercice de l'État

### Director
- 1992 : Deux amis, prélude (court-métrage)
- 2003 : Zéro Défaut
- 2008 : Versailles
- 2011 : L'Exercice de l'État
- 2013 : Les Anonymes - Ùn' pienghjite micca (téléfilm)
- 2014 : Le Temps perdu (documentaire)
- 2018 : Un peuple et son roi

## Reconocimientos
- Festival du film francophone d'Angoulême 2011 : Valois de la meilleure mise en scène pour L'Exercice de l'État
- Festival international du film francophone de Namur 2011 : Bayard d’Or du Meilleur scénario pour L'Exercice de l'État
- Césars 2012 : César du meilleur scénario original pour L'Exercice de l'État
- Magritte du cinéma 2013 : Magritte du meilleur film étranger en coproduction pour L'Exercice de l'État
- Fipa d'or 2013 : Prix Jérôme Minet pour Les Anonymes

### Nominaciones
- Césars 2012 : César du meilleur réalisateur pour L'Exercice de l'État